# Пак Володимир Петрович
Володи́мир Петро́вич Па́к (нар. 17 червня 1934, с. Лани-Соколівські, Львівська область — 6 січня 2022) — український політик. Колишній народний депутат України IV скликання. Голова правління Київської регіональної спілки споживчої кооперації.

## Освіта
Здобув середню освіту в школі с. Великі Дідушичі Стрийського району Львівської області.
З 1958 по 1960 роки навчався у Львівському кооперативному технікумі, отримав спеціальність товарознавця продовольчих і промислових товарів.
В 1966—1971 роках навчався у Львівському торгово-економічному інституті, здобув спеціальність економіста торгівлі.

## Парламентська діяльність
Довірена особа кандидата на пост Президента України Віктора Ющенка в ТВО № 92 (2004–2005).
Був Народним депутатом IV скл. з 16 березня 2005 до 25 травня 2006 від Блоку Ющенка «Наша Україна», № 75 в списку. На час виборів: голова правління Київської облспоживспілки, безпартійний. Член фракції «Наша Україна» (з березня 2005). Член Комітету з питань будівництва, транспорту, житлово-комунального господарства та зв'язку (з жовтня 2005).
Березень 2006 — кандидат в народні депутати України від Блоку «Наша Україна», № 150 в списку. На час виборів: народний депутат України, член партії Народний союз «Наша Україна».
Був учасником ліквідації катастрофи на Чорнобильській атомній електростанції.
Помер у віці 87 років в київській клініці «Феофанія».

## Нагороди
- За Доблесну працю (1970)
- Орден трудового червоного прапора (1987)

- Заслужений працівник сфери послуг України[5]
- Орден князя Ярослава Мудрого V ступеня (січень 2010)[6]
- Орден «За заслуги» III ступеня (січень 2018)[7]